# Старое Назимкино
Старое Назимкино — село в Шемышейском районе Пензенской области России. Административный центр Старозахаркинского сельсовета.

## География
Село находится на юго-востоке центральной части Пензенской области, в пределах северного склона холмистой Хвалынской гряды, в лесостепной зоне, на левом берегу реки Няньги, на расстоянии примерно 5 километров (по прямой) к западу-юго-западу от Шемышейки, административного центра района. Абсолютная высота — 177 метров над уровнем моря.

### Климат
Климат характеризуется как умеренно континентальный. Средняя температура воздуха самого тёплого месяца (июля) — 20 °C (абсолютный максимум — 38 °C); самого холодного (января) — −19 °C (абсолютный минимум — −44 °C). Безморозный период длится 126 дней. Период активной вегетации составляет 135—145 дней. Годовое количество атмосферных осадков — 490 мм, из которых большая часть выпадает в тёплый период. Снежный покров держится в течение 149 дней.

### Часовой пояс
Село Старое Назимкино, как и вся Пензенская область, находится в часовой зоне МСК (московское время). Смещение применяемого времени относительно UTC составляет +3:00.

## Население
| 1709  | 1718  | 1748  | 1795  | 1859  | 1877  | 1884  |
| ----- | ----- | ----- | ----- | ----- | ----- | ----- |
| 152   | ↘121  | ↗260  | ↗380  | ↗889  | ↗1166 | ↗1229 |
| 1897  | 1911  | 1914  | 1921  | 1926  | 1930  | 1939  |
| ↗1499 | ↗1875 | ↗2405 | ↘2110 | ↗2123 | ↘1841 | ↘1079 |
| 1959  | 1979  | 1989  | 1996  | 2002  | 2010  |       |
| ↘861  | ↘647  | ↘529  | ↘527  | ↘505  | ↘494  |       |

### Национальный состав
Согласно результатам переписи 2002 года, в национальной структуре населения мордва составляла 84 %.